# 玛丽·沃森
玛丽·沃森（英語：Marie Watson，1945年—），新西兰女子草地滚球运动员。她曾代表新西兰参加1990年和1994年英联邦运动会草地滚球比赛，其中1990年英联邦运动会获得一枚金牌。